# Fitchburg (Massachusetts)
Fitchburg è una città degli Stati Uniti d'America facente parte della contea di Worcester nello stato del Massachusetts.